# UCI Track Team
UCI Track Teams (en., dt.: UCI Bahn-Mannschaften) sind Radsportteams, die an Bahnradsport-Wettbewerben teilnehmen.

## Fahrer und Fahrerinnen
Einem UCI Track Team können zugleich männliche und weibliche Radrennfahrer angehören, welche allerdings an den jeweiligen Wettbewerben getrennt teilnehmen.
Die Fahrer und Fahrerinnen der UCI Track Teams sind an die Teams vertraglich gebunden, aber nicht notwendigerweise Berufssportler, da es insbesondere kein durch die UCI festgelegtes Mindesteinkommen gibt. Eine vertragliche Vergütung – auch auf professionellem Niveau – darf aber vereinbart werden. Ein verpflichtender Modellvertrag sieht zum Schutz der Fahrer und Fahrerinnen gewisse Mindestbedingungen vor, die nicht zu deren Nachteil abgeändert werden dürfen.
Die Höchstanzahl von Fahrern und Fahrerinnen je UCI Track Team beträgt zehn, eine Mindestanzahl ist nicht vorgesehen.

## Lizenzierung
Ein UCI Track Team ist über einen nationalen Radsportverband bei der Union Cycliste Internationale zu registrieren, insbesondere sind hierzu die Hauptsponsoren, rechtlichen Vertreter und das Design der Teamkleidung mitzuteilen sowie die Fahrerverträge zu übermitteln.

## Bedeutung
Die Registrierung als UCI Track Team berechtigte bis zur Saison 2019/20 insbesondere zur Teilnahme an den Bahnrad-Weltcups und seitdem an der Nachfolgeserie UCI Track Cycling Nations’ Cup. Diese Teams sind darüber hinaus in einer Teamweltrangliste geführt. Da die Bedeutung von Teamtaktik – außer in den echten Mannschaftswettbewerben, wie z. B. der Mannschaftsverfolgung – aber nicht mit dem Straßenradsport vergleichbar ist, ist die Wahrnehmung dieser Teams geringer als die Wahrnehmung der Straßenradsporteams, wie z. B. den UCI ProTeams.
Zum Stand vom 8. Juli 2011 waren 32 Track Teams bei der UCI registriert, darunter aus Deutschland das Team Erdgas.2012, das Track Cycling Team Mecklenburg-Vorpommern und das Track-Team Brandenburg sowie aus der Schweiz das Proter Focus Track Team. Zu den bedeutendsten Teams außerhalb des deutschsprachigen Raums gehörten RusVelo, Jayco-AIS und Sky Track Cycling.
Am 15. Mai 2012 meldete die UCI 31 Track Teams für die kommende Saison. Obwohl die Zahl der Teams gesunken war, waren 20 Nationen statt bisher 16 vertreten.